# Iann Dior
Michael Ian Olmo (Arecibo, Porto Rico, 25 de março de 1999), conhecido popularmente como Iann Dior (estilizado como iann dior), é um rapper, cantor e compositor porto-riquenho e americano atualmente contratado pela Internet Money Records, TenThousand Projects e Caroline Records. Ele é mais conhecido por suas músicas "Emotions" e "Gone Girl", que receberam mais de 80 milhões de reproduções no Spotify. Em 2020, ele chegou ao primeiro lugar da Billboard Hot 100, através da sua participação em "Mood", single de 24kGoldn.

## Vida pessoal
Michael Ian Olmo nasceu em 25 de março de 1999 no município de Arecibo, em Porto Rico. Ele se mudou para Corpus Christi, Texas, ainda jovem, onde viveu durante a maior parte de sua vida. Ele cita J. Cole como sua maior inspiração. 

## Carreira
Em 2017, iann dior começou a fazer música sob o monônimo Lil Rock, alterando para Olmo uns meses mais tarde.{{Carece de fontes Mais tarde, no final de 2018, ele mudou seu nome para iann dior, depois de ser descoberto pelos produtores musicais Nick Mira e Taz Taylor, da Internet Money Records. Ele rapidamente ganhou popularidade ao lançar faixas como "emotions", que ganhou centenas de milhares de reproduções no SoundCloud em poucas semanas. 
As músicas de Dior continuaram a chamar a atenção posteriormente, e ele assinou um contrato com a Internet Money Records, TenThousand Projects e Caroline Records. Poucos meses depois, ele lançou seu single mais conhecido, "Gone Girl", com Trippie Redd, que recebeu mais de 70 milhões de reproduções no Spotify. Ele lançou seu álbum "Nothings Ever Good Enough" em maio de 2019, seguido por "Industry Plant" em novembro de 2019. No ano seguinte lançou o seu EP "I'm Gone" em 12 de junho de 2020, que inclui uma das suas músicas mais populares, "Prospect" com uma feature de Lil Baby.